# Pallottola incamiciata

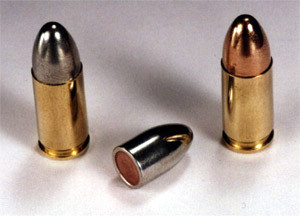
Pallottola camiciata (9 Para)

La pallottola incamiciata o blindata, anche detta FMJ (da full metal jacket o camicia metallica ripiena, o camiciatura completa in metallo), è un tipo di pallottola munita di una camiciatura in metallo più duro, in genere rame (o anche ottone, cupronichel e acciaio dolce), che riveste un nucleo più tenero, in genere di piombo. Il “rivestimento” può avere uno spessore anche notevole, tra 0,8 e 1,8 mm, e costituisce una coppa di rame in cui viene colato o forzato il piombo, per cui è generalmente aperto sul retro (a differenza delle TMJ o total metal jacket o totalmente ricoperte di metallo). 
La pallottola camiciata può servire a proteggere il nucleo dalla deformazione durante l'impatto, ridurre l'usura della canna durante il lancio, e in parte prevenire la contaminazione da piombo. 

## Storia

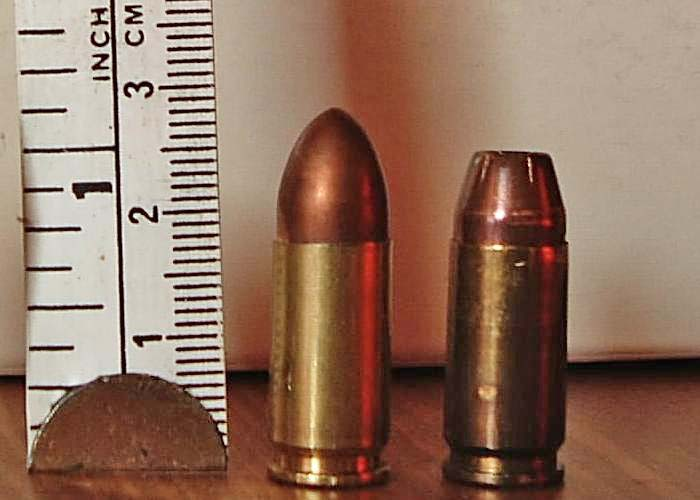
Cartucce calibro 9 Para: da sinistra una FMJ e una JHP

Questi proiettili, inventati nel 1882 dal colonnello svizzero Eduard Rubin, sono gli unici considerati accettabili secondo le convenzioni dell'Aia del 1899 e del 1907, norme internazionali che proibiscono, al contempo, l'uso in ambito bellico delle munizioni "a espansione" (altrimenti note come munizioni "a punta cava" o proiettili JHP). Durante la seconda guerra mondiale, ad esempio, furono confezionati ed utilizzati proiettili in ferro sinterizzato.

## Caratteristiche
La sigla FMJ si riferisce a un tipo di munizioni militari, che ha un involucro di metallo che copre l'intero proiettile, noto anche come proiettile con custodia interamente in metallo (FMC) o proiettile con rivestimento completamente in metallo (FMJ). Il rivestimento metallico aiuta il proiettile a penetrare più efficacemente nel bersaglio e riduce i residui di piombo rimasti nella canna dell'arma. 
L'incamiciatura è normalmente costituita da una lega di rame o di acciaio dolce e permette al proiettile di essere accelerato fino a velocità supersoniche più di 1000 m/s senza lasciare traccia di depositi di piombo sulle rigature della canna, fattore che deteriorerebbe progressivamente le qualità di precisione dell'arma stessa. Inoltre si avrà una minor dispersione di particelle di piombo, e questo va a vantaggio dei frequentatori di poligoni di tiro al chiuso. 
Confrontati con proiettili in piombo nudo, i proiettili FMJ presentano maggiore gittata, migliore conservabilità e resistenza a deformazioni. Queste caratteristiche li rendono idonei all'uso in armi automatiche (come i fucili mitragliatori), preservando, contemporaneamente, l'arma da eventuali inceppamenti.
Tuttavia, i proiettili completamente incamiciati presentano fenomeni di eccessiva penetrazione e, in riferimento alla balistica terminale, ciò risulta essere controproducente per quello che concerne il cosiddetto "potere d'arresto". Per ovviare alla minore energia ceduta (perché il proiettile, se "passa oltre" il bersaglio, porta via con sé parte dell'energia cinetica) si è fatto ricorso a parecchie soluzioni. 
La maggior parte delle soluzioni è riconducibile a tre capisaldi:
- ipostabilità di volo per spostamento del baricentro del proiettile;
- elevata deformabilità all'impatto per modifica della punta: in piombo, nuda (per arma lunga) o scavata (per arma corta);
- possibilità di raggiungere velocità di volo elevatissime (prossime ai 1000 m/s), al fine di sfruttare fenomeni secondari di cavitazione nei fluidi corporei.

## Influenza culturale
I proiettili danno il titolo al film Full Metal Jacket diretto da Stanley Kubrick.